# Оберндорф-на-Неккарі
Оберндорф-ам-Неккар (нім. Oberndorf am Neckar) — місто в Німеччині, знаходиться в землі Баден-Вюртемберг. Підпорядковується адміністративному округу Фрайбург. Входить до складу району Ротвайль.
Площа — 55,93 км2. Населення становить 14 246 ос. (станом на 31 грудня 2020).